# Savaiʻi
Savaiʻi Szamoa legnagyobb területű szigete. Keleti szomszédjától, a népesebb Upolutól az Apolima-szoros választja el, a két földdarab között kompjárat biztosítja a közlekedést. Savaiʻin található az ország legmagasabb pontja, a  Mauga Silisili.

## Geológiája

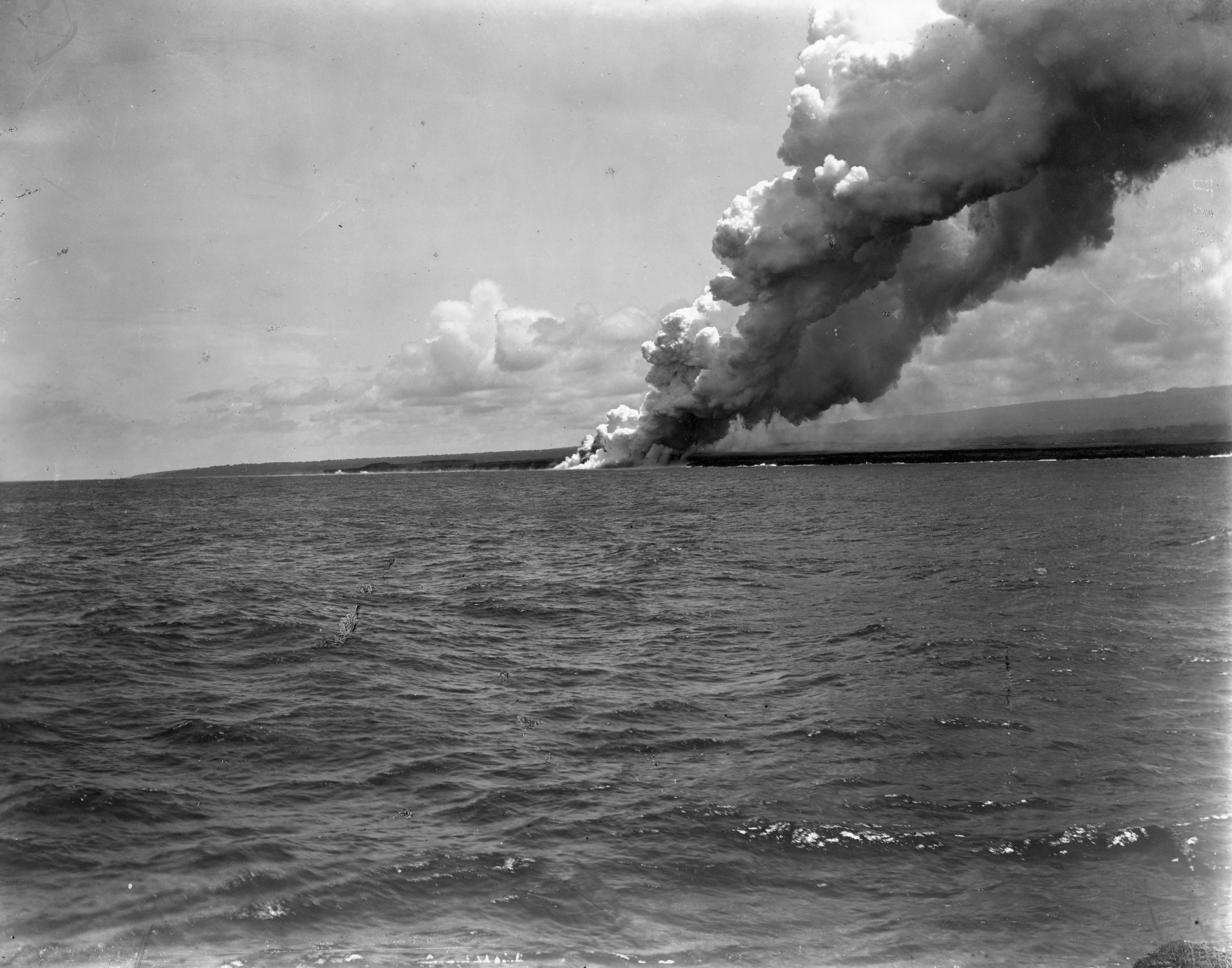
A Mt Matavanu kitörése 1905-ben

Savaiʻi szigete lényegében egyetlen hatalmas pajzsvulkán, amelynek alig 3%-a emelkedik ki a tenger felszíne alól. A sziget a Szamoa-szigetek többi tagjához hasonlóan a Szamoai forrópont vulkanizmusának köszönheti létét. Körülbelül 5,5 millió évvel ezelőtt keletkezett, majd a Csendes-óceáni-lemez mozgásának következtében nyugat felé sodródott, így újabb szigetek jöhettek létre a forrópont fölött, amely jelenleg a Mount Vailulu’u tengeralatti vulkán alatt helyezkedik el. Csökkentett mértékben ugyan, de Savaiʻi vulkánjai továbbra is aktívak, az utolsó kitörései a Mt Matavanunak voltak a német gyarmati időszakban, 1905–19011 folyamán. A sziget látképét jelenleg a pleisztocénben és a holocénben keletkezett lávaformációk dominálják.

## Földrajza

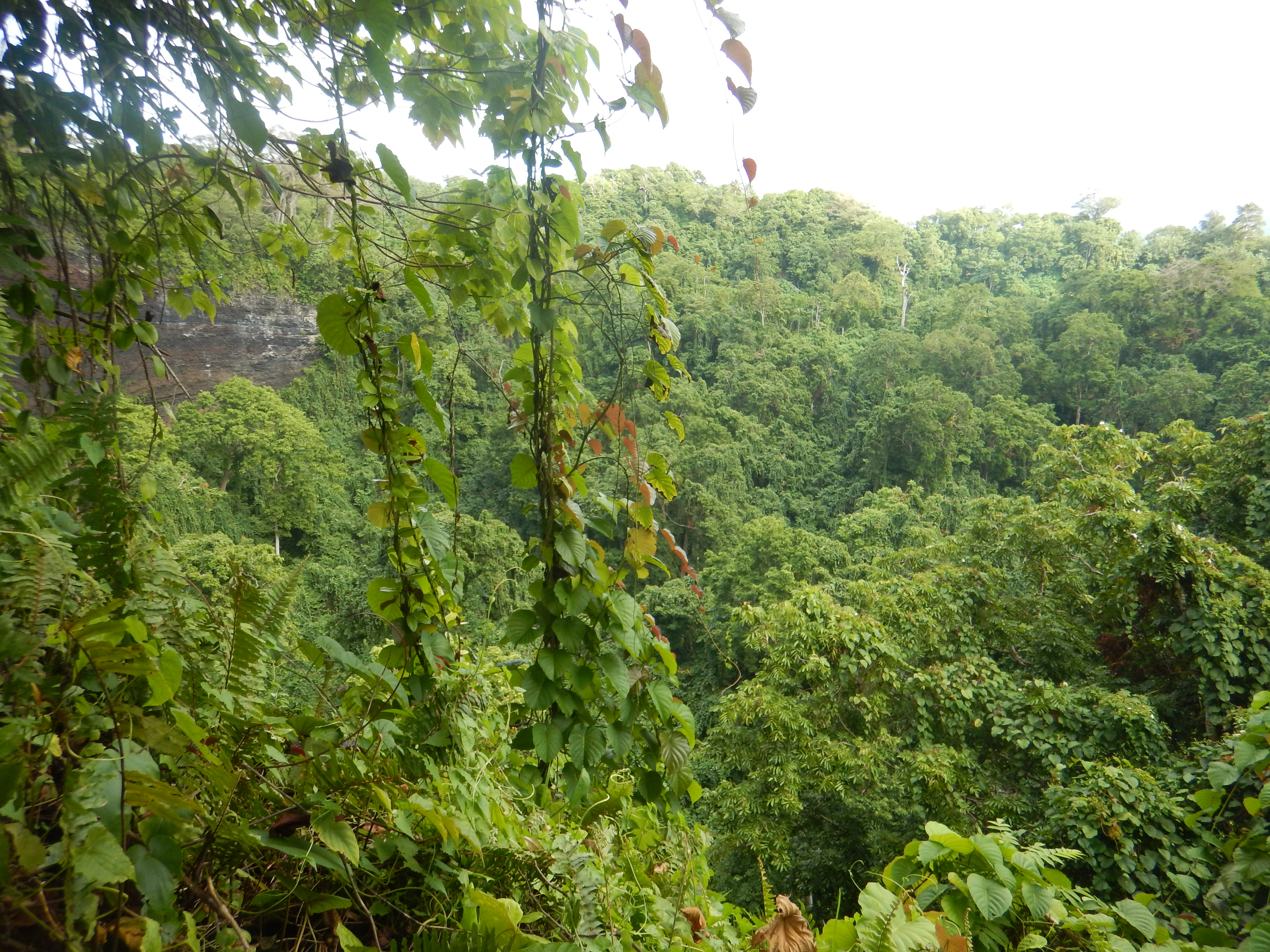
A Taufa-kráter

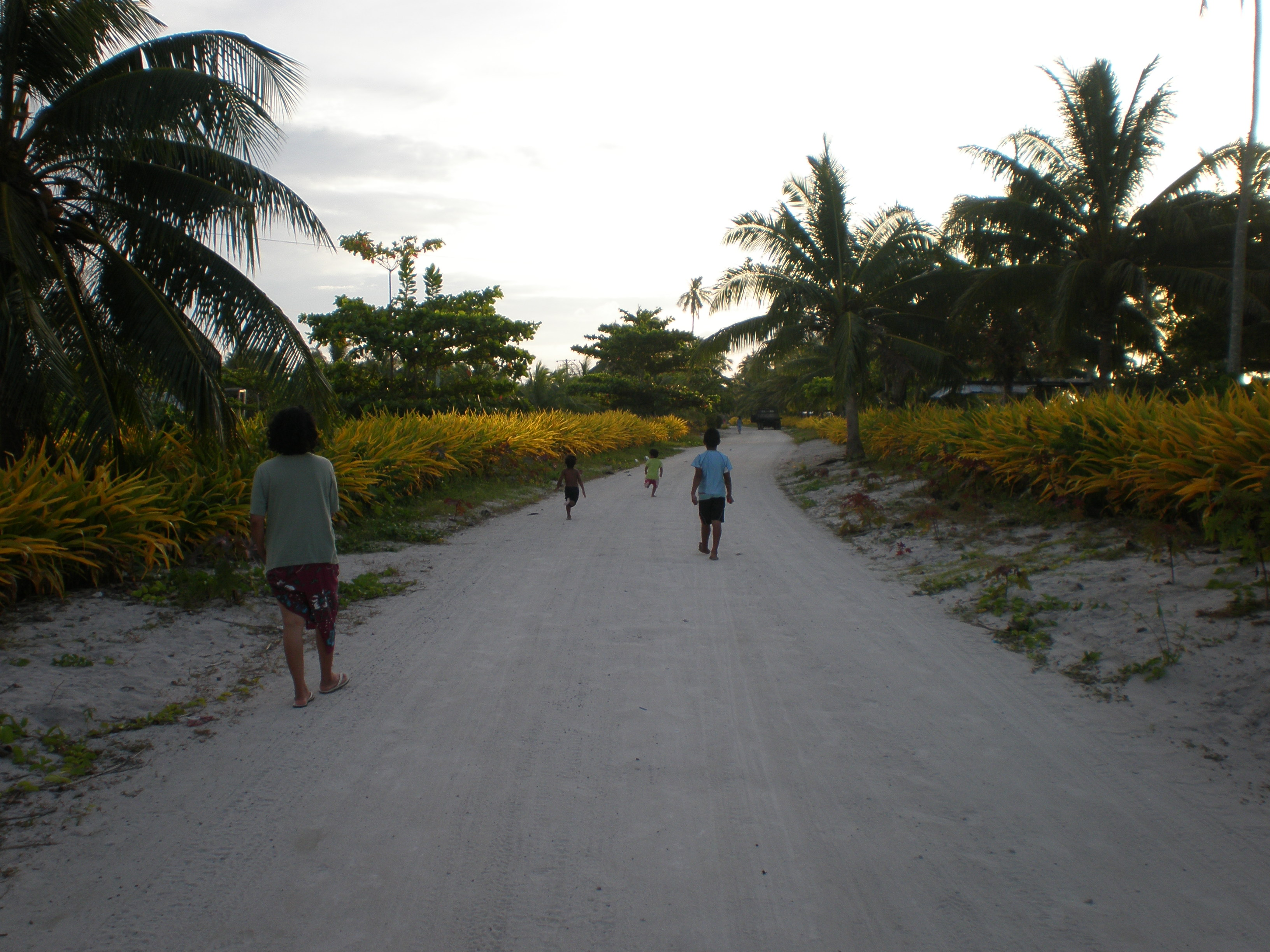
Utca Falealupóban

Területe 1694 km², 80 km hosszú kelet-nyugati irányban és 40km széles. Ezzel Szamoa legnagyobb szárazföldje, Polinéziában a 6., a világon a 230. legnagyobb sziget. Lakossága 44 400 fő, az ország lakosságának 24%-a él Savaiʻin. Egyetlen városi státuszú települése Salelologa, ahol a sziget legnagyobb piaca és a kompkikötő található. A sziget egésze hegyvidéki jellegű, nagy részét sűrű esőerdő borítja. Legmagasabb pontja a  Mauga Silisili, amelynek csúcsa 1858 méterrel emelkedik a tengerszint fölé. A hőmérséklet egész évben 23-30°C között mozog, a csapadékmennyiség a partvidéken évi 2000 mm, ez a belső hegyvidéken elérheti a 8000 millimétert is. A központi hegyvidéken található a védett Közép-Savaiʻi-i esőerdő, amely 727 km2-es kiterjedésével lefedi a sziget területének csaknem felét, és a legnagyobb területű összefüggő esőerdő Polinéziában.

## Mítoszok és legendák
A sziget gazdag szóbeli hagyománnyal rendelkezik. Polinézia mítoszaiban fontos szerepet tölt be Savaiʻi: a szigetvilág számos legendája említi a szigetet az emberiség bölcsőjeként. A szamoai mitológia számos istent sorol fel, akik két csoportba sorolhatóak: a teljesen földöntúli eredetű atuák, és az emberi felmenőkkel is rendelkező aituk. A szamoai mitológia központi istene Tagaloa, őt követik a kisebb istenségek, mint a madarak istene, Vave, Mafuiʻe, a földrengés-istennő. Nafanua, a harc istene a sziget nyugati végén építette fel palotáját, ami egyben a szellemvilág kapuja is.

## Közigazgatási beosztása

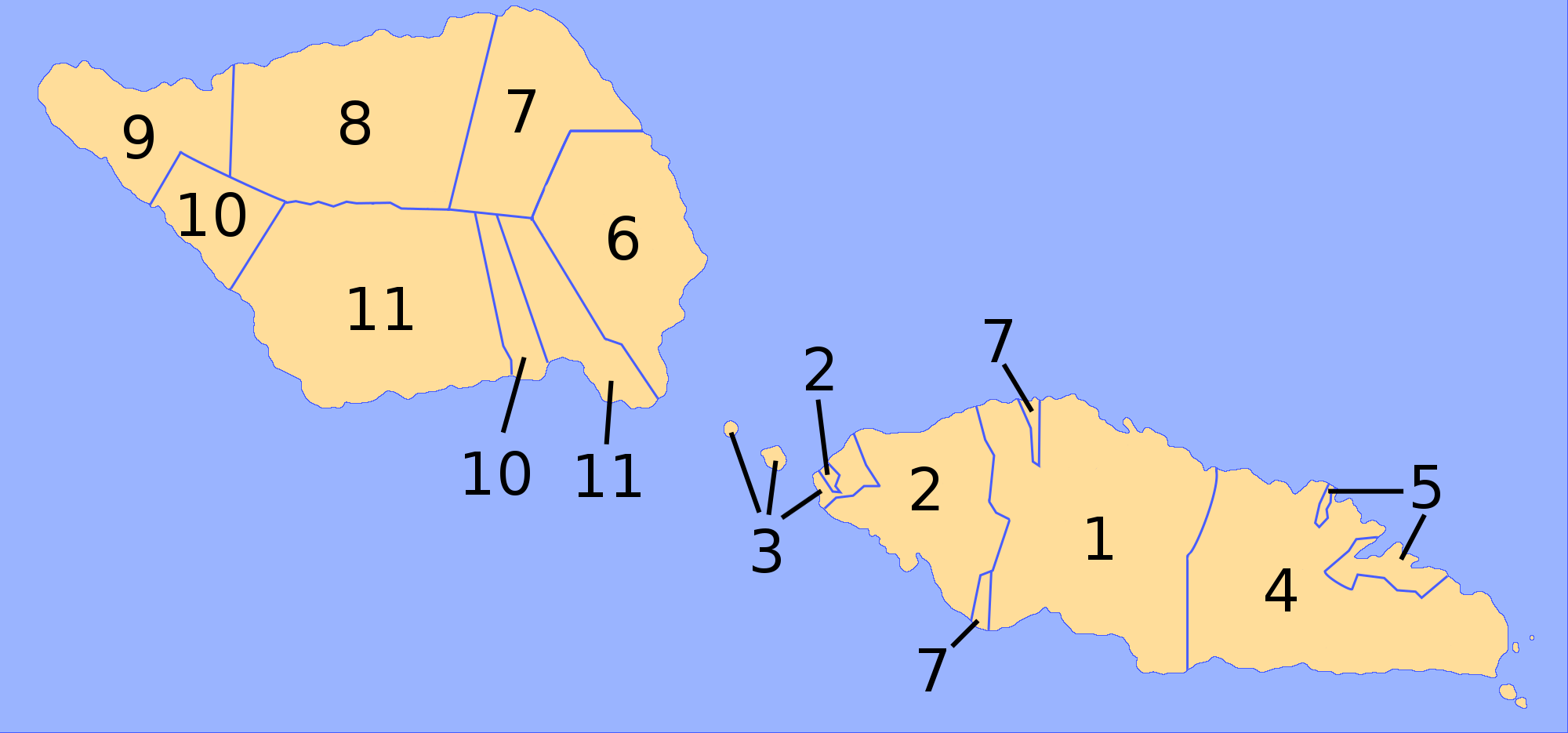
Upolu közigazgatási körzetei (a jobboldali sziget)

Upolut és a hozzá tartozó kisebb szigeteket 5 körzetre osztják:
- 6. Faʻasaleleaga
- 7. Gagaʻemauga
- 8. Gagaʻifomauga
- 9. Vaisigano
- 10. Satupaʻitea
- 11. Palauli

A sziget egyetlen városa, Salelologa, a Faʻasaleleaga körzetében fekszik.